# Apodroma quadrisectaria
Apodroma quadrisectaria är en fjärilsart som beskrevs av Paul Mabille 1885. Apodroma quadrisectaria ingår i släktet Apodroma och familjen mätare. Inga underarter finns listade i Catalogue of Life.